# سيبيل بامير
سيبيل بامير (بالألمانية: Sybille Bammer) مواليد 27 أبريل 1980 في لينتس، هي لاعبة كرة مضرب نمساوية سابقة بدأت مسيرتها كمحترفة سنة 1997 وكانت تلعب باليد اليسرى، اعتزلت اللعب في 2011. أعلى تصنيف لها في الفردي كان المركز الـ 19 في سنة 2007. أعلى تصنيف لها في الزوجي كان المركز الـ 236 في سنة 2007. سبق أن شاركت في دورة الألعاب الأولمبية الصيفية.

## روابط خارجية
- سيبيل بامير على موقع رابطة محترفات التنس (الإنجليزية)
- سيبيل بامير على موقع الاتحاد الدولي لكرة المضرب (الإنجليزية)
- سيبيل بامير على موقع كأس بيلي جين كينغ (الإنجليزية)
- سيبيل بامير على موقع بطولة ويمبلدون (الإنجليزية)
- سيبيل بامير على موقع خلاصة التنس.كوم (الإنجليزية)
- سيبيل بامير على موقع إي إس بي إن.كوم (الإنجليزية)
- سيبيل بامير على موقع اللجنة الأولمبية الدولية (الإنجليزية)
- سيبيل بامير على موقع أوليمبيديا (الإنجليزية)

## روابط إضافية
- على موقع رابطة محترفات كرة المضرب
- Official web site of Sybille Bammer نسخة محفوظة 29 أبريل 2008 على موقع واي باك مشين.